# Szlovén Nemzeti Párt
A Szlovén Nemzeti Párt (szlovénül Slovenska Nacionalna Stranka) Szlovénia nacionalista pártja, amit Zmago Jelinčič Plemeniti vezet. A központja Ljubljanában van, a Tivolska 13. szám alatt. A nacionalizmus mellett euroszkepticizmus is jellemzi, sőt ismeretesek soviniszta kijelentések is részéről, mely összefüggésben áll azzal a nézetével, amely elutasít a politikában minden korrektséget.

Mivel rövidítése és szlovén neve miatt is könnyen összetéveszthető a Szlovák Nemzeti Párttal, ami szintén ugyanezt a rövidítést használja, s szlovák neve is csaknem egyezik a Szlovén Nemzeti Pártéval.

## Története
A párt Szlovénia függetlenségének kiáltása előtt alig három hónappal, 1991. március 17-én jött létre. Plemeniti az alapító azóta is vezeti a frakciót, bár sokan elhagyták a pártot, mert épp Plemenitivel támadták nézeteltéréseik. Jelenleg is több dologban nincs egyetértés a párttagok és a pártelnök között, de a kilépések nem befolyásolták a frakció fennmaradását.
A pártnak Sašo Peče vezetésével Lipa (Hársfa) vezetésével alakult egy szárnya is.

## A párt jellemzői, célkitűzései
A Szlovén Nemzeti Párt – jellemzően sok más ilyen európai frakcióhoz –, ellenzi Szlovénia EU és NATO tagságát, véleménye szerint ezek korlátozzák az ország önállóságát.
Erősen kommunista-ellenes és keményen bírálja a volt kommunista Jugoszláviát és Josip B. Titót, de az 1945 előtti Jugoszláv Királyságról pozitív véleményük van, azonban mégis képvisel fasiszta-ellenes álláspontokat.
2000-ben a pártelnök Plemeniti úgy nyilatkozott a Mladina c. szlovén magazinnak, hogy a párt a baloldali nacionalista oldalhoz tartozik és elállt attól, hogy ők soviniszták lennének.
A párt mindig igyekszik alkalmazkodni az éppen aktuális politikai változásokhoz, emiatt sokak előtt népszerűek Szlovéniában.
Az 1990-es évektől, Jugoszlávia széthullása után az országba érkező bosnyák menekültek ellen emelte fel szavát, meglehetősen soviniszta hangvétellel. Ez már csak azért is igazságtalan, mert Szlovéniának a második világháborúban történt megszállásakor számos szlovén nemzetiségűt internáltak Bosznia-Hercegovinába, ahol a bosnyákok pártfogásukba vették és segítették őket. Ez meghálálandó engedett be a délszláv háború elől menekülő bosnyákokat Szlovénia.

A Szlovénia és Horvátország közötti határvita óta a párt a horvátokat tartja az ország fő ellenfelének. A parlamentben javasolta, hogy vezessenek be teljes gazdasági és határzárlatot Horvátországgal szemben, ugyanakkor követeli, hogy az Isztriai-félsziget teljes területét ürítse ki Horvátország, amelyet ezek után Szlovéniához kell csatolni. A párt azzal vádolja Zágrábot, hogy az nem tartja tiszteletben a nemzetközi együttműködés alapelveit, egyoldalú politikai lépéseivel pedig agresszívan viszonyul Szlovéniához, s veszélyezteti az ország szuverenitását. 2008. március 16-án Plemeniti és a párt a muravidéki bizottságának elnöke a Mura és a Kerka folyó összefolyásánál található ún. Mura-erdőnél visszafestette az ottani határköveket SLO és EU felirattal, mert egy ismeretlen tettes korábban azokat HR felirattal látta el és ezzel közel 30 hektáros területet csatolt el. Plemeniti ezzel ismételten az "horvát terjeszkedés" veszélyére akarta felhívni a figyelmet. A polgári lakosság állítólag értesítette a hatóságokat, amely azonban nem reagált azonnal. Az SNS elnöke szerinte elfogadhatatlan, hogy a rendőrség nem intézkedett azonnal. Az eset csupán csak egy azokból az apróbb incidensekből, amelyek a Horvátország és Szlovénia közti határvitát jellemzik.
A párt erősítené a kapcsolatait Szerbiával, ennek megfelelően Koszovó függetlenségét hevesen ellenzi. Ugyancsak közeledést vállalna Oroszország felé. Albán- és horvátellenes álláspontját tükrözi, hogy miután 2009. február 9-én a szlovén parlament jóváhagyta Albánia és Horvátország NATO csatlakozását, Plemeniti olyan népszavazási javaslatot terjesztett be, amely azt vizsgálná, mennyire értene egyet a szlovén lakosság a két állam NATO csatlakozásával. Az indítványt természetesen elutasították.
Sašo Peče szerint Koszovó elismerése negatívan befolyásolja Belgrád és Ljubljana viszonyát a jövőben, így káros lesz a szlovéniai vállalatok szerb érdekeltségeire. Természetesen Peče jóslata nem vált valóra, mert a szlovén termékeket a szerbek már korábban is bojkottálták és a terület függetlenségének elismerésével kapcsolatban támadt nézeteltérés a két állam között enyhült. A párt egész egyszerűen visszavetítette az egészet arra az eseményre, hogy amikor a reformkommunisták Milan Kučannal döntést hoztak a szlovén rendőrök Koszovóból történő kivonásáról, az akkor belgrádi rezsim bojkottálni kezdte a szlovén áruk behozatalát Szerbiába.
A Szlovén Nacionalista Párt ellenségesen tekint a többi szomszédos ország, Ausztria, Olaszország és Magyarország felé, mert szerintük rosszul bánnak az ottani szlovén kisebbségekkel. A Párt szeretné egyesíteni a magyarországi szlovéneket az anyaországgal, magyarellenes kijelentéseket ellenben eddig még nem tett. Hivatalosan azonban egy magyarországi szlovén szervezet sem tart kapcsolatokat a Szlovén Nemzeti Párttal.
2008. június 23-án a párt tagjai magánlátogatást tettek a Muravidéken, ahol Miran Györek, a párt helyi tagja és akkori parlamenti képviselője, valamint a helyi támogatói is csatlakoztak a sétájukhoz, mely egészen Magyarországig tartott, s Orfalunál lépték át a határt. A párt honlapján az olvasható, hogy találkoztak a magyarországi szlovén támogatóikkal, ami azonban valószínűleg csak politikai hack lehet, mivel a magyarországi szlovén kisebbségnek alig van tudomása a pártról és a feléjük irányuló célkitűzéseikről. Az viszont elképzelhető, hogy ezáltal akarta demonstrálni, hogy a maradék szlovén kisebbséget is el akarja szakítani Magyarországtól, ennek ellenére a séta teljesen békés és rendezett volt.
Egyesítési célkitűzéseit szemlélteti, hogy a Nemzeti Párt szimbóluma az Egyesült Szlovénia, vagy Nagy Szlovénia térkép, amelynek eszméje még 1848-ból ered, ugyanis az akkori szlovén vezetők már eltökélték, hogy minden horvát, német és olasz területen élő szlovént egyesítenek egy államban.
A párt erősen katolikus-ellenes, ennek megfelelően minden vagyont, ami az egyház kezén van kivétel nélkül szekularizálna. A párt némely tagja rasszistának minősített kijelentéseket tett a közelmúltban a szlovéniai cigány kisebbségre. Ellenzi a homoszexuálisok számára nyújtandó jogokat, egyik tagjuk Sašo Peče nyíltan vállalja homofób nézeteit. A párt a Szlovéniában engedélyezett azonos nemű házasság betiltása mellett kampányol.
A Nemzeti Párt szigorúbb gazdasági intézkedéseket vezetne be és fokozottabban oktatná az állampolgári ismereteket az iskolában.
A Nemzeti Párt a hagyomány kedvéért kiáll a nemzeti jelképek és a pánszlávizmus mellett is, valamint rokonszenvezik a régi hippi-mozgalmakkal.

### A párt 2009-es alkotmánymódosítási kérelme
2009. augusztus 25-én Plemeniti javaslatot tett a szlovén parlamentben, hogy függesszék fel az olasz és magyar kisebbség mandátumát. Göncz László muravidéki magyar képviselő szerint Plemenitit most sem magyarellenesség sarkallta erre a kijelentésre, hanem az olasz nemzetiségi képviselő Roberto Battelli kijelentése, aki párhuzamot vont egyik nyilatkozatában a két totalitárius rendszer, a fasizmus és kommunizmus között. Moszkvában Battelli kijelentése miatt heves tüntetés zajlott le a szlovén nagykövetség előtt. Plemeniti és az SNS, aki orosz-szimpatizáns is, teljességgel megalapozatlannak és hamisnak ítélte az olasz képviselő kijelentéseit, ezért úgy vélte, hogy az olasz és magyar kisebbségi politikusok ártanak Szlovénia külpolitikai megítélésének. Azonkívül Plemeniti úgy látja, hogy a kétnyelvű oktatást a magyarok a szlovén tanárok ellen akarják felhasználni, akik tudnak magyarul. Bár egyes oldalról úgy látják, nem valószínű, hogy a szlovákiai események adtak volna inspirációt Plemenitinek erre a lépésére, ahol történetesen ugyanebben az évben vezették be a magyar nyelv használatát korlátozó nyelvtörvényt. Sokkal inkább az olasz kisebbség lehet Plemeniti célpontja, hiszen Battelli kijelentése nyomán indítványozta az alkotmánymódosítást a pártvezető.

A Szlovén Nemzeti Párt ezután az eset után sürgette, hogy a magyarországi szlovének minél hamarabb kapjanak képviseletet az Országházban. Kijelentésével azonban nem okozott komoly súrlódást Szlovénia és Magyarország kapcsolatában.
Plemeniti az alkotmánymódosítás megvalósítása céljából aláírásgyűjtésbe kezdett, s törekszik ezáltal meggyőzni a szlovén embereket.

Természetesen az SNS javaslata nem az jelenti, hogy teljesen megszűnne az olasz és magyar kisebbség képviselete, mivel a módosításra való kérelem az Államtanácsra vonatkozó 96. cikkelyére is vonatkozik, ahová Plemeniti belevonná a nemzetiségeket is, azaz egy-egy képviselőt küldhet be a két említett nemzetiség. Ezzel az Államtanács tagjai csak két fővel emelkednének, míg a parlamenti képviselők száma változatlan maradna.

Plemeniti azzal magyarázza az aláírásgyűjtést, hogy a 64. cikkely nemzetiségi képviseletre vonatkozó passzusai ellentétben állnak a 82. cikkellyel, amely kimondja, hogy a képviselők az egész népet képviselik. A nemzetiségi képviselők ellenben csak a két honosként elismert magyar és olasz kisebbség, szerinte szűkebb érdekeit képviselik, amelyre csak az Államtanács lehet megfelelő.

Plemeniti szerint nem csorbulna a többi kisebbség joga sem, sőt továbbra is több jogot és lehetőséget biztosítana a számukra, mint például az ENSZ előírásaiban.
Göncz László elismerte, hogy a kisebbségi képviselők valóban képviselnek az államalkotó nemzet számára szűkebb érdekeket, de szerinte az ő hatáskörükbe az adott régiók érdekeinek szem előtt tartása is. A magyaroké a Muravidék, míg az olaszoké a Tengermellék (Primorska), ahol azonban nem csupán kisebbségek, sőt többségében szlovén nemzetiségűek élnek. Emellett a két közösség Szlovénia államalkotó részeként szerepel az ország jogrendjében, így a törvényhozásban van a helye. Plemeniti kezdeményezése azonfelül, hogy nem növelheti az állam presztízsét a térségben, nem segítheti a határon túli szlovének érdekeit, továbbá az indítvány szélsőséges, széles körben nem nyerheti el a szlovén közvélemény és az Európai Unió tetszését.

### További megnyilvánulásai, kérelmei és nyilatkozatai
2010-ben a szombathelyi egyházmegye elhelyezte a szlovén nemzetiségű Merkli Ferenc plébánost a Vendvidékről egy Szombathely környéki faluba. Merkli gyakorlatilag az összes vendvidéki plébániát ellátta évek óta, áthelyezése ellen a falvak, a Magyarországi Szlovének Szövetsége, Magyarországi szlovéniai nagykövete, illetve a Szlovén Köztársaság is tiltakozott, mert féltették a szlovén anyanyelvi istentiszteletet a Vendvidéken, ugyanis Merkli Ferenc származása révén foglalkozott anyanyelvi liturgia celebrálásával több ízben is. Áthelyezése ellen tiltakozók között volt az SNS és Plemeniti is. Habár Plemeniti egyházellenes és keresztényellenes álláspontokat képvisel, Merkli munkásságát a magyarországi szlovénok érdekében elismerte. Ezúttal is egy olyan javaslattal állt elő a parlamentben, hogy a muravidéki magyar kisebbség támogatására kiutalt anyagiforrásokat csökkentsék és fordítsanak több pénzt a magyarországi szlovénok támogatására. Plemeniti természetesen hangsúlyozta, hogy nem áll szándékában ezúttal sem magyarellenes támadás, arra hivatkozott, hogy a helyzet éppen megköveteli ezt a lépést. A javaslatot ezúttal is elutasították, ugyanakkor nem ért célt Merkli Ferenc áthelyezésének megakadályozása sem.

## Választási eredményei
2008-as szlovéniai választásokkor a párt 5,4%-nyi szavazatot, ezzel öt mandátumot szerzett magának. Ez kevesebb volt mint a 2004-es választásokkor.

1992-ben a második népszavazáson a pártnak összesen 10%-ot sikerült még elérnie. A választási mutatók egyaránt fokozatos csökkenést mutatnak a Nemzeti Pártnál az elmúlt csaknem két évtizedben.
A párt szavazói és tagjai között igen szép számmal akadnak néhai kommunisták is.

### Parlament
| Választások | Szavazatok száma | %    | Mandátumok | Pozíció            | Pártelnök                 |
| ----------- | ---------------- | ---- | ---------- | ------------------ | ------------------------- |
| 1992        | 119,091          | 10.0 | 12 / 90    | Ellenzék           | Zmago Jelinčič Plementini |
| 1996        | 34,422           | 3.22 | 4 / 90     | Ellenzék           | Zmago Jelinčič Plementini |
| 2000        | 47,214           | 4.39 | 4 / 90     | Ellenzék           | Zmago Jelinčič Plementini |
| 2004        | 60,750           | 6.27 | 6 / 90     | Ellenzék           | Zmago Jelinčič Plementini |
| 2008        | 56,832           | 5.40 | 5 / 90     | Ellenzék           | Zmago Jelinčič Plementini |
| 2011        | 19,786           | 1.80 | 0 / 90     | Parlamenten kívüli | Zmago Jelinčič Plementini |
| 2014        | 19,218           | 2.20 | 0 / 90     | Parlamenten kívüli | Zmago Jelinčič Plementini |
| 2018        | 37,182           | 4.17 | 4 / 90     | Ellenzék           | Zmago Jelinčič Plementini |
| 2022        | 17,736           | 1.49 | 0 / 90     | Parlamenten kívüli | Zmago Jelinčič Plementini |

## Külső hivatkozások
- A Szlovén Nemzeti Párt hivatalos weboldala
- Az Isztriai-félszigetet követelik szlovén nacionalisták